# NGC 665
NGC 665 је лентикуларна галаксија у сазвежђу Рибе која се налази на NGC листи објеката дубоког неба.
Деклинација објекта је + 10° 25' 23" а ректасцензија 1h 44m 56,0s. Привидна величина (магнитуда) објекта NGC 665 износи 12,2 а фотографска магнитуда 13,2. NGC 665 је још познат и под ознакама UGC 1223, MCG 2-5-19, CGCG 437-19, PGC 6415.